# Тульский пряник (музей)
«Тульский пряник» — музей в Туле, посвящённый истории, разнообразию и традиции производства тульских пряников.

## История
Музей открыт в 1996 году в бывших флигелях домовладения оружейников и самоварщиков братьев Лялиных. В этом же здании размещается пряничный цех и магазин. Здание является объектом культурного наследия Тульской области (согласно постановлению главы администрации Тульской области № 71 от 11.12.1991).

## Описание
Музейными экспонатами являются разнообразные пряничные доски различной формы, многие из которых ранее принадлежали знаменитым кондитерам Серикову, Гречихину, Белолипецкому, Козлову, пряничные упаковки, фотографии и предметы быта тульских пряничников, а также сами пряники, среди которых самый маленький и самый большой в России. Также многие музейные экспонаты повествуют о древних традициях изготовления пряников (разновесы, использовавшиеся вместо гирь для сравнения долей ингредиентов). В экспозиции представлены пряники, изготовленные в честь важных исторических событий: в честь юбилеев Куликовской битвы, подвига Ивана Сусанина, Отечественной войны 1812 года, посвящённые героям русско-турецкой войны 1877—1878, «Геройский» пряник, подаренный матросам крейсера «Варяг», пряник, изготовленный к коронации Николая II. Также музейная коллекция повествует об обрядах и традициях, связанных с употреблением пряников: особые пряники изготовляли ко дню ангела, свадьбе, поминкам.
Все экспонаты расположены в двух комнатах. В музее устраиваются чаепития, и туристам предлагают попробовать свежеиспечённые пряники с чаем (также даётся шоколадная медаль).

Экспозиции музея
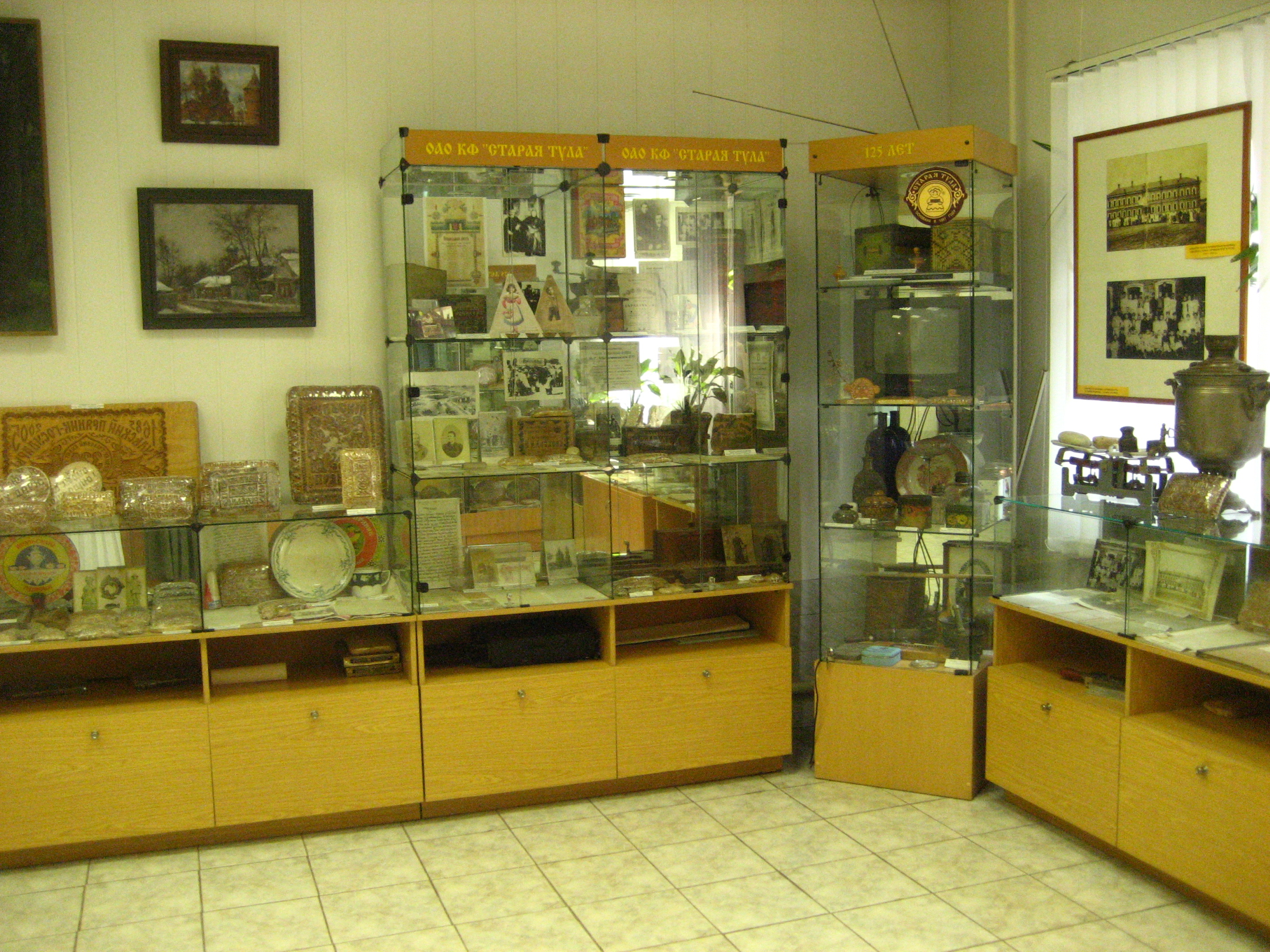
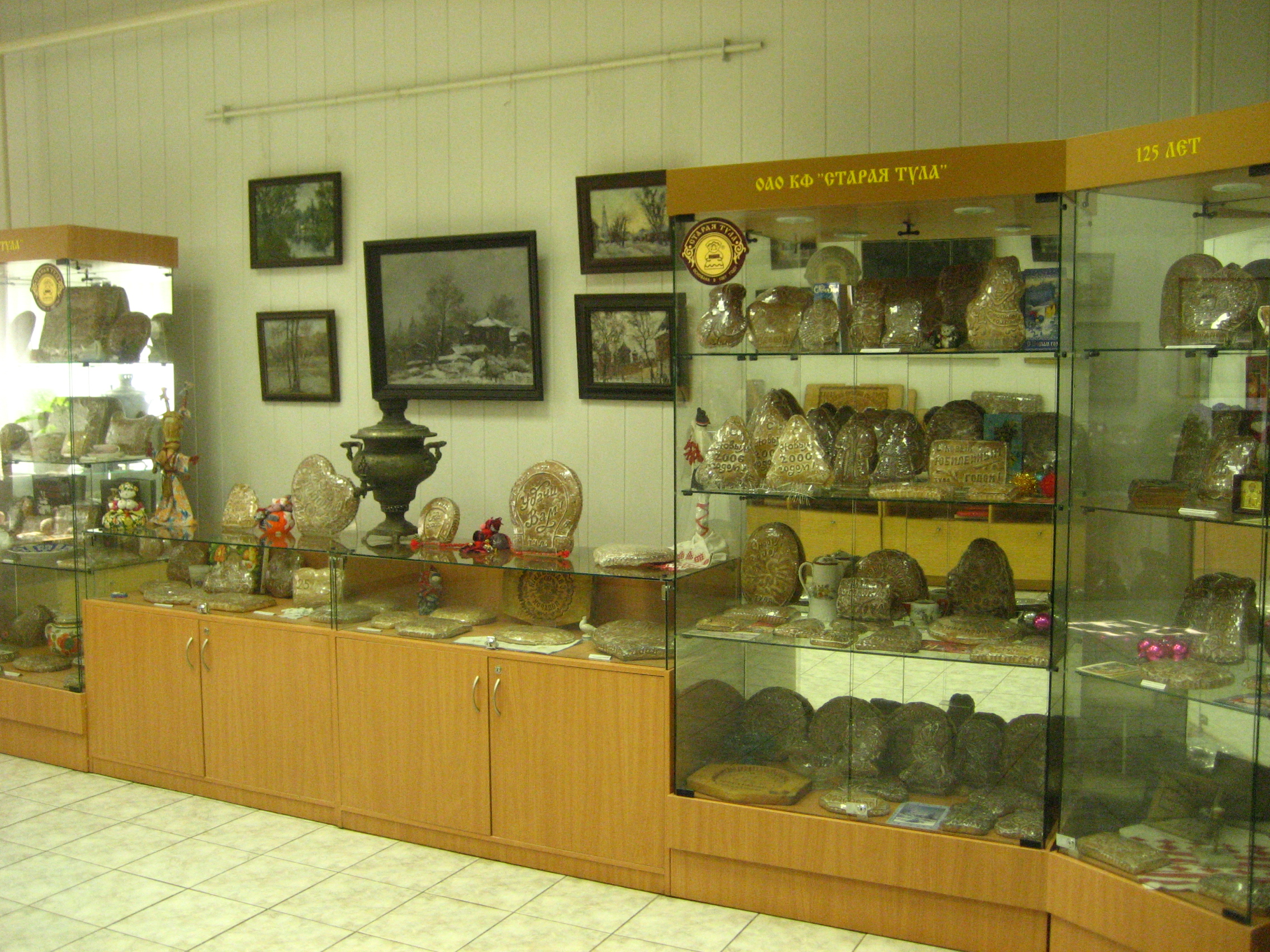